# Nicolas de Bonaventure
Nicolas (ou Philippe) de Bonaventure est un architecte français du XIVe siècle, né à Paris.

## Biographie
Maître d’œuvre de la cathédrale de Milan (1386-1394), son travail contesté est repris par Jean Mignot. On lui doit trois fenêtres du fond du chœur du dôme de Milan.